# Williton
Williton är en ort och civil parish i Storbritannien.   Den ligger i grevskapet Somerset och riksdelen England, i den södra delen av landet, 230 km väster om huvudstaden London. Williton ligger 31 meter över havet och antalet invånare är 2 657.
Terrängen runt Williton är kuperad söderut, men norrut är den platt. Havet är nära Williton norrut. Runt Williton är det ganska tätbefolkat, med 54 invånare per kvadratkilometer. Närmaste större samhälle är Minehead, 12,1 km väster om Williton. 